# Jacqueline Heinen
 (mai 2012).
Jacqueline Heinen (née le 18 octobre 1940) est une sociologue française, professeur émérite de sociologie à l'université de Versailles-Saint-Quentin-en-Yvelines.

## Biographie
Jacqueline Heinen est docteur en sociologie de l'université Paris-Diderot (1989).